# San Paolo (Lombardei)
San Paolo ist eine norditalienische Gemeinde (comune) mit 4418 Einwohnern (Stand 31. Dezember 2023) in der Provinz Brescia in der Lombardei. Die Gemeinde liegt etwa 24,5 Kilometer südwestlich von Brescia.

## Geschichte
1927 kamen zur damaligen Gemeinde Pedergnaga die Ortschaften Oriano, Cremezzano und Scarpizzolo hinzu. 1928 erhielt die Gemeinde dann den Namen Pedergnaga Oriano, bis sie 1968 per Dekret zu Ehren des Papstes Paul VI. umbenannt wurde.

## Verkehr
Durch die Gemeinde führt in Ost-West-Richtung die frühere Strada Statale 668 Lenese (heute die Provinzstraße Brescia (SPBS) 668) von Lonato nach Orzinuovi.